# مسراشمیت بولکوف بلوم
مسراشمیت بولکوف بلوم (انگلیسی: Messerschmitt-Bölkow-Blohm) یک تولید کنندهٔ هوافضای آلمانی است که خود نتیجهٔ ادغام چندین شرکت کوچکتر در سال ۱۹۶۰ می‌باشد. بهترین محصول ساخته شدهٔ آن ام بی بی ۱۰۵ هلیکوپتر سبک دو موتوره است. این شرکت به وسیلهٔ داسا در ۱۹۸۹ خریده شد و اکنون نیز بخشی از ایرباس است.

## هواگردهای ساخته شده
- ام‌بی‌بی لامپیریدا (انگلیسی: MBB Lampyridae)
- ام‌بی‌بی ۱۰۲ (انگلیسی: MBB Bo 102)
- ام‌بی‌بی ۱۰۳ (انگلیسی: MBB Bo 103)
- ام‌بی‌بی ۱۰۵ (انگلیسی: MBB Bo 105)
- ام‌بی‌بی ۱۰۶ (انگلیسی: MBB Bo 106)
- ام‌بی‌بی ۱۰۸ که به یوروکوپتر ای‌سی ۱۳۵ تغییر یافت. (انگلیسی: Eurocopter EC 135)
- ام‌بی‌بی ۱۱۵ (انگلیسی: MBB Bo 115)
- ام‌بی‌بی ۲۰۹ (انگلیسی: MBB Bo 209)
- ام‌بی‌بی /کاوازاکی بی کی ۱۱۷ (انگلیسی: MBB/Kawasaki BK 117)
- ام‌بی‌بی ۲۲۳ فلامینگو (انگلیسی: MBB 223 Flamingo)

## مشارکت‌ها
- ایرباس ای ۳۰۰
- ایرباس ای ۳۱۰
- خانواده ایرباس ای ۳۲۰
- یوروفایتر تایفون
- پاناویا تورنادو
- راکول-ام بی بی ایکس ۳۱

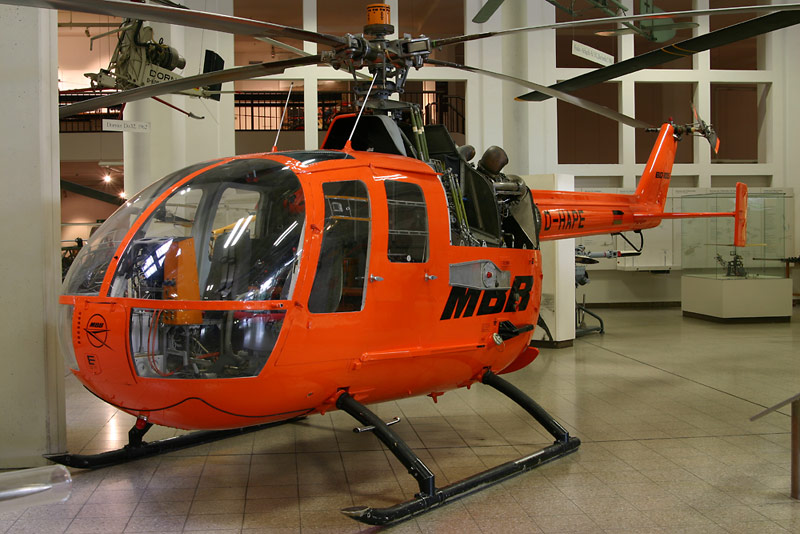
چهارمین هلی‌کوپتر ام‌بی‌بی ۱۰۵ ساخته شده در نمایشگاهی در مونیخ
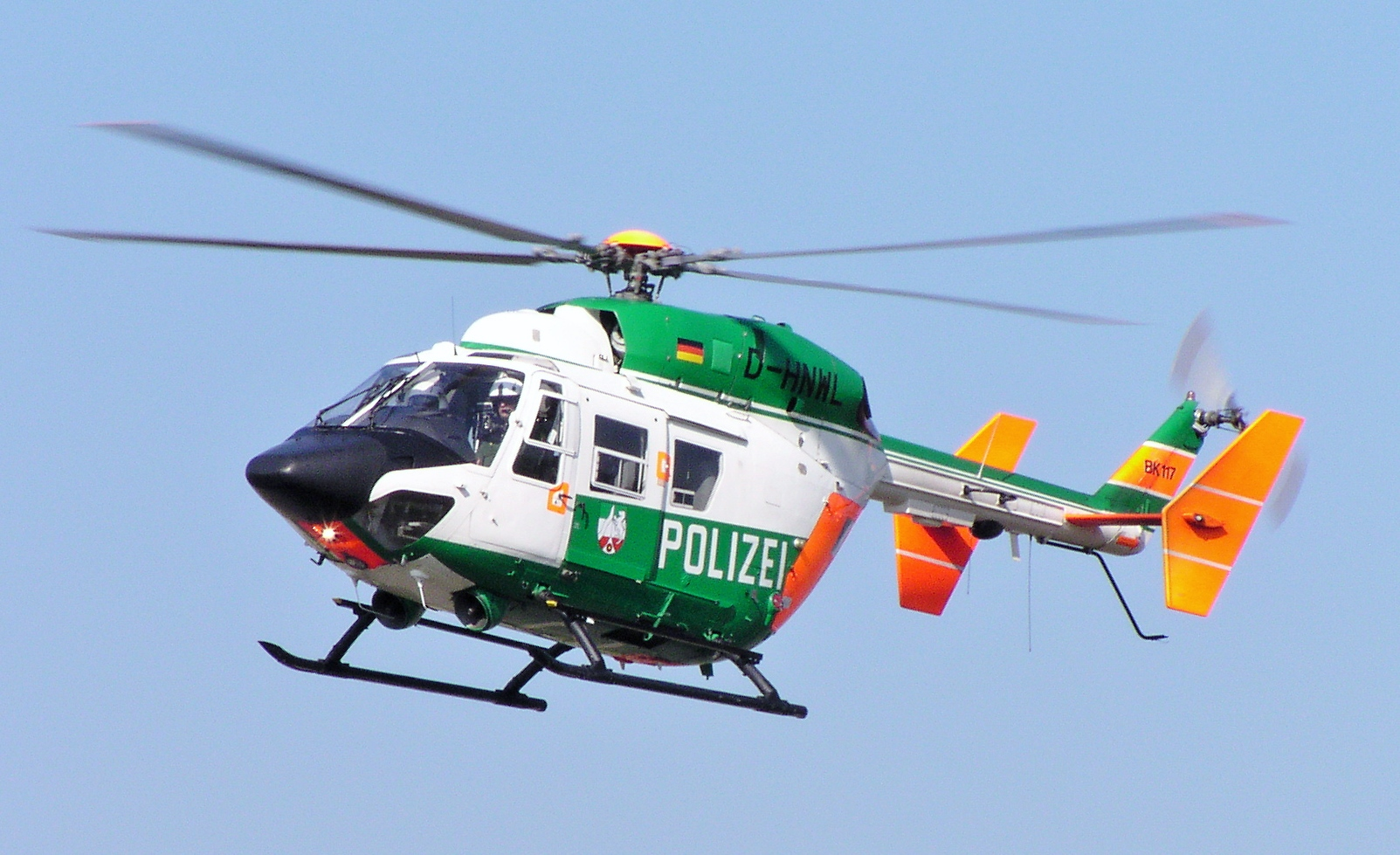
هلی‌کوپتر بی‌کی ۱۱۷ در دوسلدورف. ۲۰۰۵
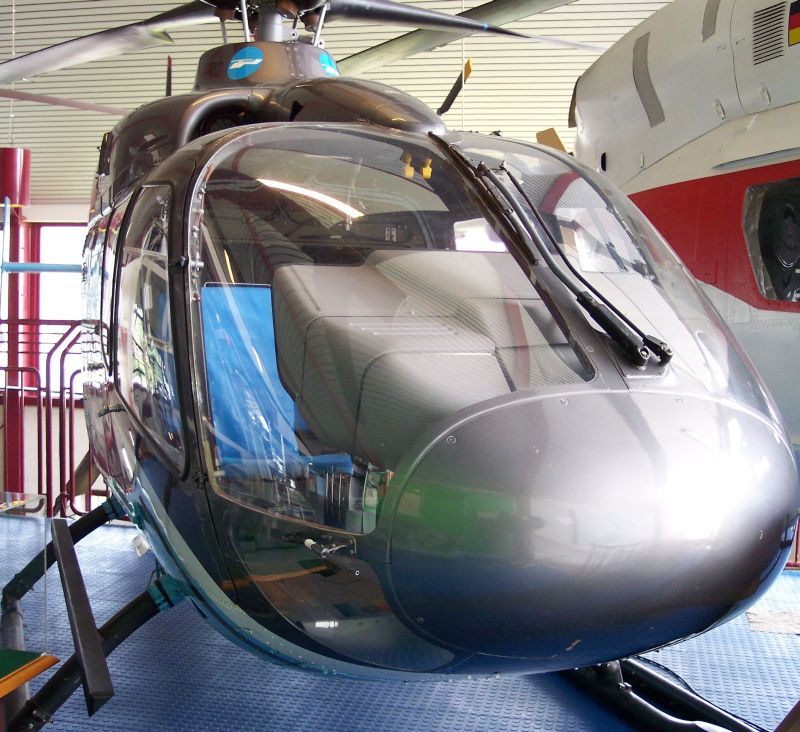
هلی‌کوپتر ام‌بی‌بی ۱۰۸ که اکنون با نام یوروکاپتر ای‌سی ۱۳۵ شناخته می‌شود.
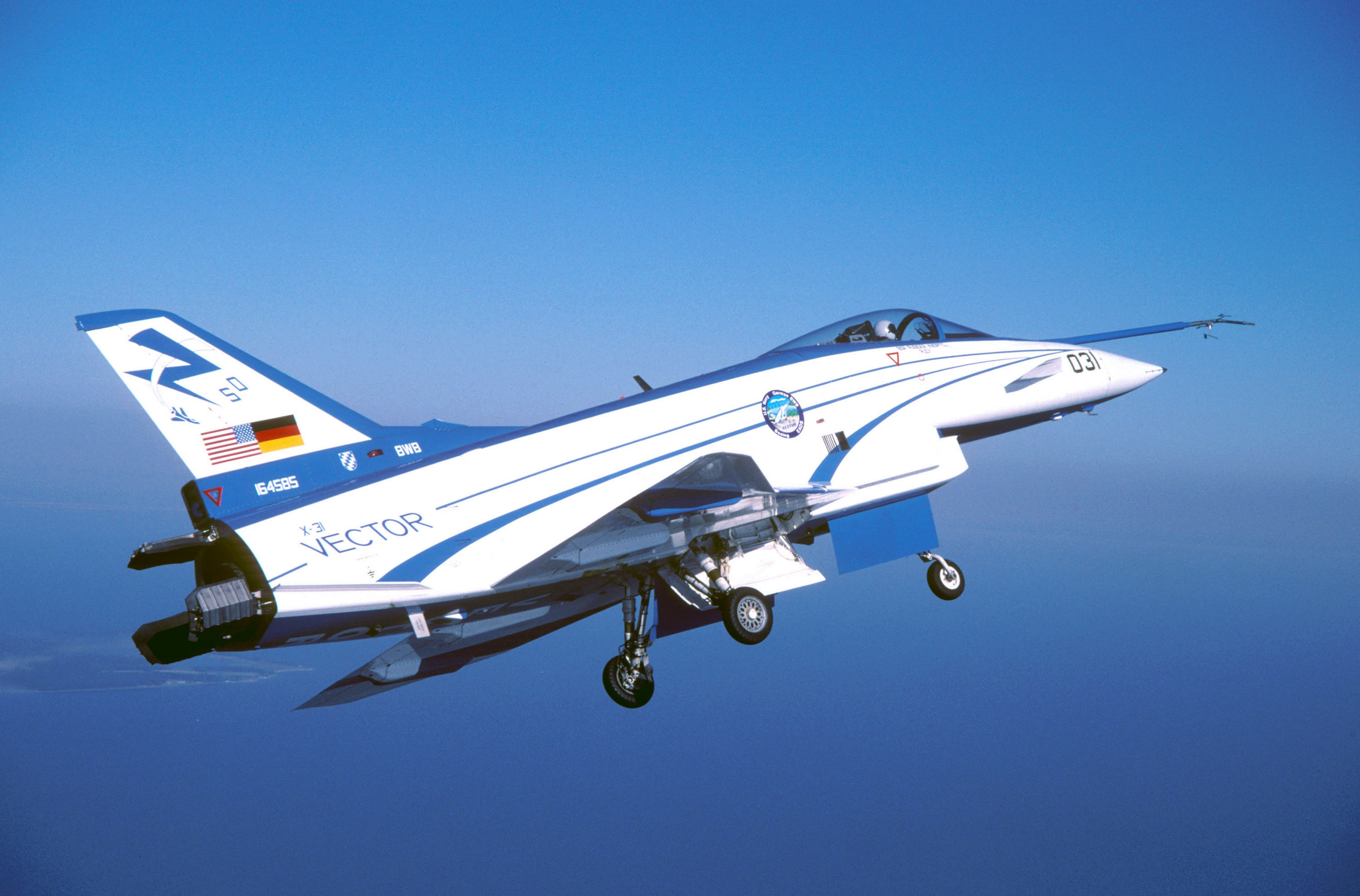
هواپیمای اثبات‌گر فناوری راکول- ام‌بی‌بی ایکس ۳۱
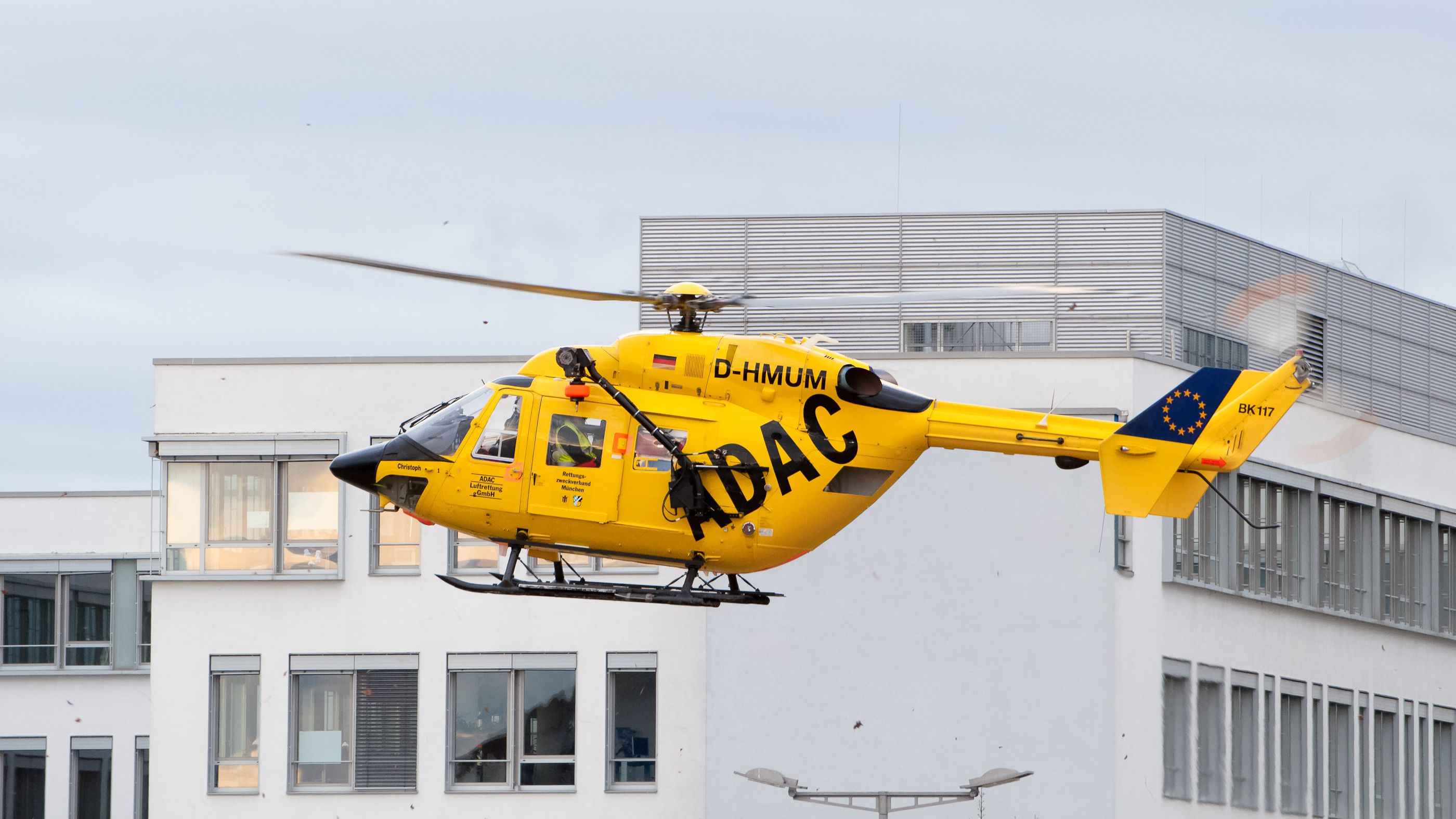
بالگرد ام‌بی‌بی/کاواساکی بی‌کی ۱۱۷ محصول مشترک شرکت آلمانی مسراشمیت بولکوف بلوم و شرکت ژاپنی صنایع سنگین کاوازاکی.